# Kokočak
Kokočak falu Horvátországban Verőce-Drávamente megyében. Közigazgatásilag Raholcához tartozik.

## Fekvése
Verőcétől légvonalban 46, közúton 69 km-re délkeletre, községközpontjától légvonalban 5, közúton 13 km-re nyugatra, Szlavónia középső részén, a Papuk-hegység északi völgyében, a Babin-patak partján fekszik.

## Története
A település feltehetően a 16. században török uralom idején keletkezett Boszniából érkezett pravoszláv vallású vlachok betelepítésével, akik a környező földeket művelték meg. Szlavónia területével együtt az 1683 és 1699 közötti háború során szabadult fel a török uralom alól. 1698-ban „Kakochak”  alakban 8 portával szerepel a török uralom alól felszabadított települések között. 1722-ben III. Károly király a raholcai uradalommal együtt gróf Cordua d' Alagon Gáspár császári tábornoknak adományozta. 1730-ban Pejácsevich Antal, Miklós és Márk vásárolták meg tőle, majd 1742-ben a raholcai uradalommal együtt a Mihalovics családnak adták el.
Az első katonai felmérés térképén „Dorf Klokocsak” néven találjuk. Lipszky János 1808-ban Budán kiadott repertóriumában „Klokocsak” néven szerepel. Nagy Lajos 1829-ben kiadott művében „Klokochak” néven 29 házzal, 164 lakossal találjuk.
1857-ben 177, 1910-ben 267 lakosa volt. 1910-ben a népszámlálás adatai szerint lakosságának 96%-a szerb, 3%-a horvát anyanyelvű volt. Verőce vármegye Nekcsei járásának része volt. Az első világháború után 1918-ban az új szerb-horvát-szlovén állam, majd később (1929-ben) Jugoszlávia része lett. 1991-ben lakosságának 92%-a szerb, 6%-a horvát nemzetiségű volt. 2011-ben 14 lakosa volt.

## Lakossága
| Lakosság változása | Lakosság változása | Lakosság változása | Lakosság változása | Lakosság változása | Lakosság változása | Lakosság változása | Lakosság változása | Lakosság változása | Lakosság változása | Lakosság változása | Lakosság változása | Lakosság változása | Lakosság változása | Lakosság változása | Lakosság változása |
| ------------------ | ------------------ | ------------------ | ------------------ | ------------------ | ------------------ | ------------------ | ------------------ | ------------------ | ------------------ | ------------------ | ------------------ | ------------------ | ------------------ | ------------------ | ------------------ |
| 1857               | 1869               | 1880               | 1890               | 1900               | 1910               | 1921               | 1931               | 1948               | 1953               | 1961               | 1971               | 1981               | 1991               | 2001               | 2011               |
| 177                | 164                | 169                | 199                | 209                | 267                | 242                | 237                | 183                | 192                | 176                | 129                | 111                | 84                 | 14                 | 14                 |